# الإمام ابن حزم (مسلسل)

## قصة
يتناول المسلسل قصة حياة الإمام (ابن حزم) صاحب الكتاب الشهير (طوق الحمامة في الألفة والألاف) ، مع التركيز على كافة المعارك والمناظرات الفكرية التي دخل فيها (ابن حزم) طيلة حياته مع السلطة ومع رجال الدين في عهده، وقصة حبه لإحدى الجواري التي صارت زوجته بعدها.

## فريق العمل

### بطولة
| - محمد رياض: الإمام ابن حزم - فايزة كمال: ولادة بنت المستكفي - سوسن بدر: علياء - وفاء صادق: سمار - محيي الدين عبد المحسن: الشيخ فواز - عادل هاشم: الخليفة المستكفي - أحمد عبد الحليم: الإمام الفاسي - مفيد عاشور: سليمان النجفي - نوال أبو الفتوح: ضيفة شرف - صبح البشكنجية - أحمد فؤاد سليم - عادل المهيلمي: تميم - محمد أبو داوود: الحاجب المنصور - مدحت مرسي: علي بن حمود - حلمي فودة: أيمن الطوخي - ياسر صادق: إسحاق - عثمان محمد علي: أبو الوليد الباجي - توفيق عبد الحميد: الفضل | - محمد عبد الجواد: حسان - سامي عبد الحليم: فرحات - عائشة الكيلاني: أم سعيد - هلال فهمي: الزاوي - هبة توفيق: بنفسج - محمد أحمد: عمران - أشرف طلبة: يزيد - منى حسين: نور - محمود عامر: منذر - أيمن عزب: القاسم بن حمود - لاشينة لاشين: رقية - أماني البحطيطي: زينب - شهيرة كمال: عجيبة - سميرة عبد العزيز: عجوز في غرناطة - إيهاب فؤاد سليم: هشام المؤيد - مصطفى الشامي - مصطفى طلبة | - زين نصار - محمود عبد الغفار - سليمان حسين - إبراهيم الزهيري - عادل عطية - نادية شمس الدين - محيي الدين عبد الحميد - طارق عبد الحميد - حسن صلاح - مهدي عباس - ياسر عبد العظيم - علي إبراهيم - أحمد الطماني - محمد الدقن - إبراهيم علي حسن - عواطف حلمي | - أحمد سعيد - هاني حسن: طفل - معوض إسماعيل: طفل - باسم الكيلاني: طفل - أحمد حسنين: طفل - محمود جاويش: طفل - ياسمين جمال: طفلة - إسلام شمس: طفل - مصطفى البراء: طفل - نيفين محمد: طفلة - نور قدري: طفلة - طارق كمال - أحمد كمالي - إسماعيل عبد الفتاح - هندام محمد - عبد العاطي صالح |

### إداريون
| - حسام الدين مصطفى: مخرج - بهاء الدين إبراهيم: قصة وسيناريو وحوار - مجمع البحوث الإسلامية: المراجعة التاريخية والدينية - عثمان محمد علي: مراجعة اللغة العربية - علي مراد: مراجعة اللغة العربية - جلال الزهيري: مراجعة اللغة العربية - مصطفى الضمراني: أشعار - جمال سلامة: الموسيقى التصويرية - هالة الصباغ: غناء - مجدي الزقازيقي: تصميم الاستعراضات | - قوت القلوب: مهندس الديكور - سامية عبد العزيز: مصممة الملابس - أيمن سليمان: مدير الإضاءة - محمود حامد: مدير التصوير - ميرفت محي الدين: مدير التصوير - محمد الجميل: تصوير - سمر عزت: تصوير - سمير زين: إعداد موسيقي - لمياء طنطاوى : كمبيوتر جرافيك - محمود حجازي: تصميم المقدمة والنهاية ومونتاج فيديو | - رضوان عبد الستار: مونتاج فيديو - قطاع الشئون المالية والاقتصادية - اتحاد الإذاعة والتلفزيون (ج.م.ع): موزع - محيي الدين سعد: مساعد الإخراج - سهام عبد الرازق: مساعد الإخراج - جيهان رزق: مساعد مخرج أول - محمد نبيل: مساعد إخراج أول - أحمد عبد الحميد: مساعد إخراج أول - شريف البصيلي: مدير الإنتاج - قطاع الإنتاج - اتحاد الإذاعة والتلفزيون (ج.م.ع): منتج |